# 玻尔磁子
| 单位制                  | 值                    | 单位    |
| ----------------------- | --------------------- | ------- |
| 国际单位制（SI）        | 9.274009994(57)×10−24 | J·T−1   |
| 厘米-克-秒单位制（CGS） | 9.27400968(20)×10−21  | Erg·G−1 |
| 电子伏特（eV）          | 5.7883818012(26)×10−5 | eV·T−1  |
| 原子单位制              | 1⁄2                   | none    |

玻尔磁子（英語：Bohr magneton），或稱波耳磁元，以物理學家尼尔斯·玻尔為名，是根據量子力學理論所得，與電子相關的磁矩基本單位，是一項常數。其用在電子軌域角動量及自旋角動量相關磁性的表示。
電磁學常用的單位有兩種，一種是國際單位制，另一種則是厘米-克-秒制。因此，波耳磁元的定義也有兩種不同的定義。
在國際標準公制下，其定義為：
{\displaystyle \mu _{B}={\frac {e\hbar }{2m_{e}}}}
而在高斯制下，其定義為：
{\displaystyle \mu _{B}={\frac {e\hbar }{2m_{e}c}}}
其中{\displaystyle e}為基本電荷，{\displaystyle \hbar }為約化普朗克常數，{\displaystyle m_{e}}為電子質量，而{\displaystyle c}則為光速。